# Звёздные войны. Эпизод I: Скрытая угроза
«Звёздные во́йны. Эпизо́д I: Скры́тая угро́за» (англ. Star Wars. Episode I: The Phantom Menace) — американская эпическая космическая опера 1999 года, четвёртый полнометражный фильм, снятый и написанный Джорджем Лукасом, выпущенный им после 22-летнего перерыва в режиссуре, со времён работы над своим предыдущим фильмом «Звёздные войны. Эпизод IV: Новая надежда» (1977). В фильме снимались Лиам Нисон, Юэн Макгрегор, Натали Портман, Джейк Ллойд, Ахмед Бест, Иан Макдермид, Энтони Дэниелс, Кенни Бейкер, Пернилла Аугуст и Фрэнк Оз. Это четвёртый фильм, в серии фильмов «Звёздные войны», первый фильм трилогии приквелов «Звёздных войн» и первая хронологическая глава «Саги Скайуокеров».
Слоган фильма: У каждой саги есть начало.
Действие фильма происходит за 32 года до оригинальной трилогии (за 13 лет до образования Галактической империи), в эпоху Галактической Республики. Сюжет следует за Мастером-джедаем Квай-Гон Джинном и его учеником Оби-Ваном Кеноби, которые пытаются защитить королеву Падме Амидалу с Набу в надежде обеспечить мирное завершение межпланетного спора. Вместе с Энакином Скайуокером - молодым рабом с необычайно сильными природными способностями Силы - они одновременно борются с таинственным возвращением ситхов. Фильм был спродюсирован компанией Lucasfilm и распространён 20th Century Studios.
После выхода фильма Звёздные войны. Эпизод VI: Возвращение джедая (1983) были предложены разговоры о продолжении, но Лукас не был мотивирован возвращаться к франшизе. Во время перерыва предыстории, которые он создал для персонажей, особенно Энакина, вызвали у него интерес к разработке трилогии приквелов в 1990-х годах. После того как он определил, что компьютерная графика (CGI) достигла уровня, который он хотел для визуальных эффектов трилогии приквелов, Лукас начал писать Скрытую угрозу в 1993 году, а производство началось в 1994 году. Съёмки начались в июне 1997 года - на локациях Leavesden Film Studios и в тунисской пустыне - и закончились в сентябре.
Фильм вышел в кинотеатрах 19 мая 1999 года, почти через 16 лет после выхода предыдущего фильма в серии — «Звёздные войны. Эпизод VI: Возвращение джедая». Премьера фильма широко освещалась в СМИ и была ожидаемой из-за большого культурного интереса, который вызвала сага Звёздные войны. После выхода фильм Звёздные войны. Эпизод I: Скрытая угроза получил неоднозначные отзывы критиков. В то время как визуальные эффекты были высоко оценены, её экспозиция и персонажи - в частности, Джа-Джа Бинкс - подверглись критике. Фильм имел кассовый успех и побил множество рекордов. Он собрал 924 миллиона долларов по всему миру во время своего первоначального проката в кинотеатрах, став самым кассовым фильмом 1999 года, вторым по величине кассовым фильмом всех времён и в Северной Америке (после Титаника и Звёздных войн), а также самым кассовым фильмом о Звёздных войнах на тот момент (без учёта инфляции). Фильм переиздавался несколько раз, включая переиздание в формате 3D в 2012 году, которое принесло его общую мировую кассу более 1 миллиарда долларов. За фильмом Звёздные войны. Эпизод I: Скрытая угроза последовали Звёздные войны. Эпизод II: Атака клонов и Звёздные войны. Эпизод III: Месть ситхов, завершив трилогию приквелов Звёздных войн.

## Сюжет
Неспокойные времена настали для Галактической Республики. Налогообложение торговых путей к отдаленным солнечным системам стало причиной раздоров.
В стремлении добиться своего обуянная алчностью Торговая Федерация с помощью мощных боевых кораблей взяла в кольцо блокады маленькую планету Набу, лишив её всех поставок.
В то время как члены Конгресса Республики ведут напряженные дебаты в связи с тревожными событиями, Верховный канцлер втайне от всех поручил двум рыцарям джедаям — хранителям мира и справедливости в Галактике — урегулировать конфликт…
Оригинальный текст (англ.)Turmoil has engulfed the Galactic Republic. The taxation of trade routes to outlying star systems is in dispute.

Hoping to resolve the matter with a blockade of deadly battleships, the greedy Trade Federation has stopped all shipping to the small planet of Naboo

While the Congress debates this alarming chain of events, the Supreme Chancellor has secretly dispatched two Jedi Knights, the guardians of peace and justice in the galaxy, to settle the conflict....
— Вступление
События в фильме происходят в 32 году до Битвы при Явине и за десять лет до начала Войн клонов, что является своеобразной прелюдией к возвышению зла в Галактике, называя этот период «Восходом Империи». Галактическая Республика переживает кризис из-за растущего влияния Торговой Федерации, неймодианского коммерческого картеля, ставшего доминировать в сфере контроля торговых путей, из-за чего Галактическому сенату пришлось принять решение об установлении новой системы налогообложения торговых путей. В ответ на это Торговая федерация установила блокаду планеты Набу. Двое посланников Верховного канцлера Финиса Валорума, джедаи Квай-Гон Джинн и его ученик Оби-Ван Кеноби, прибывают на командный центр Торговой федерации, однако повелитель ситхов Дарт Сидиус приказывает наместнику Нуту Ганрею уничтожить послов, их корабль и начать вторжение на планету. Джедаи с боем прорываются к штабу наместника, но под напором прибывших дройдеков вынуждены отступить. Им удаётся проникнуть на борт посадочного транспорта Федерации C-9979, который доставляет их на Набу.
Джедаи спасают от дроидов местного жителя — глупого гунгана Джа-Джа Бинкса, изгнанного своими соплеменниками за неуклюжесть. Джа-Джа отводит своих новых друзей в подводный город гунганов Ото-Гунга, где они встречаются с гунганским правителем Боссом Нассом. Босс Насс отказывается выступить против высадившихся на Набу боевых дроидов, но предоставляет джедаям подводную лодку (на местном наречии она зовётся «Бонго»). Джедаи и Джа-Джа совершают опасное плавание через ядро планеты до столицы Набу. Войска Торговой Федерации оккупирует столицу Набу — Тид и захватывают 14-летнюю королеву Падме Амидалу. Джедаи спасают Амидалу и вместе с ней улетают с Набу в надежде добраться до столицы Галактической Республики — Корусанта. При прорыве блокады корабль королевы попадает под обстрел кораблей Федерации, но астродроид R2-D2 успевает починить генератор защитного поля. Гипердвигатель повреждён, и его мощности не хватит, чтобы добраться до столицы. Нут Ганрей сообщает о побеге королевы Сидиусу, он посылает на её поиски своего ученика Дарта Мола, жаждущего вступить в бой с джедаями.
Джедаи предлагают остановиться для ремонта на отдалённой планете Татуин, ей управляют кланы хаттов, но они в отличие от Торговой Федерации не разыскивают королеву. Звездолёт садится на расстоянии от города Мос Эспы, джедаи под личиной простых путешественников разыскивают запчасти, по просьбе королевы они захватывают с собой фрейлину Падме. Джедаи встречают Энакина Скайуокера, 10-летнего мальчика, находящегося вместе со своей матерью Шми Скайуокер в рабстве у тойдарианца Уотто. Квай-Гон Джинн чувствует в мальчике необычайную Силу и решает, что мальчик — известный по древним пророчествам Избранный, призванный восстановить равновесие Силы и уничтожить ситхов.
Губернатор Тида Сио Биббл сообщает королеве, что народ стонет под гнётом Федерации. Средств для починки звездолёта не хватает, и герои решаются на отчаянный шаг - делают ставку в виде звездолёта на гонке на ракетолётах, в которой участвует Энакин. Сам Джабба Хатт открывает состязание, Энакину удаётся прийти первым, опередив опасного конкурента - многократного чемпиона Сибульбу. Квай-Гон Джинн выторговывает у Уотто запчасти и Энакина, но его мать остаётся в рабстве. Квай-Гон и Энакин едва избегают появившегося Дарта Мола, Квай-Гон отмечает подготовленность противника и считает, что джедаи впервые за много лет столкнулись с ситхами.
Прибыв на Корусант, Квай-Гон докладывает Совету о таинственных событиях и представляет совету джедаев Энакина. Джедаи приходят к выводу о возрождении Ордена Ситхов, но отказываются обучать мальчика, несмотря на доводы Квай-Гона о силе мальчика, считая его слишком взрослым для обучения и чувствуя в нём скрытый гнев. Квай-Гон решается сам взять Энакина в ученики, говоря, что своего падавана Оби-Вана он уже обучил всему, чему мог.
Галактический сенат обсуждает проблему с Набу. Канцлер Финис Валорум предлагает отправить комиссию на Набу. Представитель Набу в Сенате сенатор Шив Палпатин уговаривает королеву вынести предложение о вотуме недоверия канцлеру. Делегаты поддерживают предложение, на его место избран сам Палпатин. Несмотря на его возражения королева Амидала решает отправиться на Набу, чтобы разделить судьбу своего народа. Джедаи сопровождают королеву.
Королева обращается за помощью к Боссу Нассу, и тут выясняется, что подлинной королевой является фрейлина Падме. Насс соглашается, назначив командующим Бинкса. Армия гунганов подходит к столице Набу, Сидиус приказывает Ганрею истребить армию гунганов. Армия дроидов идёт в атаку, разбивает защитный генератор гунганов и захватывает выживших в плен. Однако гунганы всего лишь отвлекали внимание противника. Джедаи и отряд королевский гвардии с Падме Амидаллой врываются во дворец. Дарт Мол преграждает им дорогу, и джедаи вступают с ним в бой. Пилоты захватывают истребители и идут в атаку на находящийся на орбите командный центр Федерации. Энакин в поисках укрытия от подоспевших дройдеков залезает в боевой истребитель, где сидел астромеханик R2D2. Истребив дройдеков благодаря помощи астромеханика, он улетает вслед за эскадрильей. Ему удаётся попасть внутрь командного центра и взорвать реактор. Отряд Падме захватывает Ганрея с его приближёнными. Армия дроидов обездвиживается и превращается в груду металлолома.
Квай-Гон смертельно ранен, но Оби-Вану удаётся сбросить пораженного ситха в мусоропровод. Умирающий Квай-Гон просит Оби-Вана обучить Энакина.
Канцлер Палпатин прилетает на Набу, он заявляет Ганрею, что отзовёт лицензию у Федерации. Оби-Ван, уже посвящённый в рыцари-джедаи, говорит с магистром Йодой о последней просьбе Квай-Гона. Йода чувствует, что мальчик представляет опасность для Ордена джедаев, но соглашается на его обучение. На похоронах Квай-Гона Джинна Йода и Мейс Винду обсуждают, что над Галактикой с возвращением тёмных владык нависает призрачная тень. Йода напоминает, что ситхов может быть только двое — учитель и его ученик. Винду задаётся вопросом, кем был Дарт Мол: учителем или учеником? Камера останавливается на лице Палпатина, также присутствующем на похоронах.
В столице Набу проходит парад, куда приглашены и гунганы. Амидала и Босс Насс разделяют Сферу Мира в знак завершения вражды и начала дружбы между народами одной планеты.

## Персонажи фильма

Несколько основных персонажей «Скрытой угрозы». Слева направо: Джа-Джа Бинкс (Ахмед Бест), Падме Амидала (Натали Портман), Сабе (Кира Найтли), Оби-Ван Кеноби (Юэн МакГрегор), Капитан Панака (Хью Куорши), Сио Биббл (Оливер Форд Дэвис) и Квай-Гон Джин (Лиам Нисон)

- Квай-Гон Джинн (Лиам Нисон)[6] — мастер-джедай и учитель Оби-Вана Кеноби. Встретив Энакина, он решает, что тот должен стать джедаем, несмотря на протесты совета. Убит Дартом Молом.
- Оби-Ван Кеноби (Юэн Макгрегор)[6] — молодой джедай и ученик Квай-Гона, в будущем ставший могущественным рыцарем. Он очень чтит Квай-Гона, но при этом иногда не понимает его мотивацию.
- Дарт Мол (Рэй Парк, озвучивает Питер Серафинович)[6] — ситх из расы забраков, ученик Дарта Сидиуса, владеющий двойным световым мечом. Разрублен пополам Оби-Ваном Кеноби. Впоследствии выжил.
- Йода (озвучивает Фрэнк Оз)[6][7] — один из самых уважаемых и старейших членов Совета джедаев. Выступает против воспитания Энакина в качестве джедая, ссылаясь на Кодекс джедаев, не позволяющий начинать обучение мальчика в таком позднем возрасте.
- Королева Падме Амидала (Натали Портман)[8] — юная и обаятельная королева Набу. Надеется защитить свою планету от блокады Торговой Федерации. В целях безопасности Падме на протяжении длительного времени маскируется под служанку, в то время как «королеву» играет её двойник Сабэ.
- Энакин Скайуокер (Джейк Ллойд)[9] — протагонист фильма и девятилетний мальчик-раб с Татуина. Его уровень мидихлориан гораздо выше, чем у любого джедая (даже самого могущественного из них — магистра Йоды) и следовательно, по мнению Квай-Гона, он избран Силой, чтобы уничтожить ситхов[10].
- Шми Скайуокер (Пернилла Аугуст)[11] — мать Энакина. Беспокоясь за будущее своего сына, она позволяет ему уйти с джедаями.
- Джа-Джа Бинкс (Ахмед Бест)[9] — неуклюжий Гунган, изгнанный из своего родного города Ото-Гунга. Джа-Джа присоединяется к Квай-Гону в его путешествии и сопровождает джедаев весь фильм, а также помогает им уладить отношения с гунганами. Неоднократно подвергаясь критике со стороны фанатов, он вместе с тем является одним из любимых персонажей детей-зрителей «Звёздных войн».
- C-3PO (Энтони Дэниелс)[12] — робот-переводчик. Только что созданный протокольный дроид, самостоятельно собранный Энакином. В фильме он (единственный раз в саге) представлен без металлического покрытия, из-за чего R2-D2 назвал его «голым».
- R2-D2 (Кенни Бейкер)[13]— астродроид, спасший корабль Амидалы от уничтожения. Постоянный герой саги.
- Шив Палпатин / Дарт Сидиус (Иан Макдермид)[14] — главный антагонист фильма и сенатор Набу, демонстрирующий сильную обеспокоенность по поводу блокады Набу. На самом деле, Палпатин — «мирское» имя Дарта Сидиуса, Тёмного повелителя ситхов, подстрекающего Торговую федерацию к агрессии против Набу, чтобы получить власть в Сенате.
- Уотто (Энди Секомб) — тойдарианец и алчный торговец рухлядью на Татуине. Имеет иммунитет к ментальному влиянию джедаев. Уотто владеет рабами, в том числе Энакином и его матерью.
- Босс Насс (Брайан Блессед) — тучный и неповоротливый правитель гунганов. Босс Насс соглашается забыть о былых раздорах и объединиться с Набу в единый союз, чтобы остановить агрессоров из Торговой федерации.
- Мейс Винду (Сэмюэл Л. Джексон) — один из ключевых членов Совета Джедаев, также выступивший против обучения Энакина.
- Финис Валорум (Теренс Стэмп) — канцлер, отправивший Оби-Вана и Квай-Гона для урегулирования конфликта с Торговой федерацией и смещённый по предложению Падме Амидалы.
- Капитан Панака (Хью Куорши) — капитан дворцовой стражи Падме. С долей подозрения относится к джедаям.
- Сио Биббл (Оливер Форд Дэвис) — губернатор Тида, столичного города Набу, оставшийся на планете, чтобы продолжать сопротивление Торговой Федерации
- Сабэ (Кира Найтли) — служанка Падме Амидалы, предстающая в её образе для защиты королевы.
- Рик Олие (Ральф Браун) — пилот, управлявший кораблём-«нубианом», на котором Падме и джедаи покидают Набу.
- Наместник Нут Ганрей (Силас Карсон) — неймодианец из древнейшего торгового дома, руководящий Торговой федерацией.
- Руне Хаако (Джером Блейк) — помощник наместника Ганрея, сопровождающий его во всех сценах фильма.
- Капитан Тарпальс (Стивен Спирс) — командующий силами безопасности Ото Гунга. Вместе с Джар Джаром принимает участие в сражении с армией дроидов.
- Себульба (Льюис Маклауд) — фаворит гонок на подах, побеждённый Энакином Скайуокером
- Саше (София Коппола)
- Страж во дворце (Доминик Уэст)

Более 300 молодых актёров из США, Англии, Ирландии, Шотландии и Канады пробовались на роль Энакина Скайуокера. Среди них были Майкл Ангарано, Джастин Берфилд, Джаред Падалеки и Хэйли Джоэл Осмент. Осталось только три актёра, которые опрашивались Лукасом и пробовались с Натали Портман.

## Производство
После выхода всех фильмов из оригинальной трилогии Джордж Лукас сообщал, что вернётся к работе над очередной картиной к 20-летию премьеры фильма «Звёздные войны: Новая надежда». Работу над сценарием к новой трилогии «Звёздных войн» Лукас начал 1 ноября 1994 года. Сценарий для «Скрытой угрозы» был написан на основе 15-страничного режиссёрского наброска, сделанного Лукасом в 1976 году. Этот набросок использовался Лукасом для прослеживания предысторий персонажей и событий, произошедших до оригинальной трилогии. Рабочим названием фильма было «Начало» (англ. Genesis/Beginning). Позже Лукас обнародовал окончательное название — «Скрытая угроза»; в отличие от остальных названий фильмов в трилогии, название первого эпизода более неоднозначно, что должно подчёркивать неясность судьбы Энакина.
В течение трёх-четырёх месяцев, в то время как Лукас погрузился в процесс написания сценария, Дуг Чан и его команда дизайнеров начала двухгодичный процесс просмотра тысяч эскизов для фильма. Для постановки трюков был нанят Ник Гиллард, который должен был создать новый стиль боя джедаев для новой трилогии. В одном из интервью Гиллард заявил, что бой на световых мечах — что-то вроде игры в шахматы, «где каждый ход должен быть продуман». Поскольку оружие джедаев имеет небольшой радиус поражения, Гиллард предположил, что джедаи должны были бы разработать стиль боя, совмещающий все известные стили боя на мечах, вроде кендо и самурайского, с другими техниками, использующими качающие движения, вроде тенниса. Лукас позже отметит, что джедаи в большей степени «посредники», нежели солдаты, поэтому рукопашный бой позволяет показать больше духовности и интеллектуальную роль джедаев.
Съёмки начались 26 июня 1997 и закончились 30 сентября 1997. В основном они проходили на студии «Leavesden Film» в Англии; сцены на Татуине снимались в тунисской пустыне у деревни Ксар-Хаддада, а королевский дворец Набу — в итальянском дворце Палаццо Реале в городе Казерта. Город Мос-Эйсли был построен в пустыне за городом Тозер. В ночь на третий день съёмок неожиданная песчаная буря уничтожила большую часть декораций. В результате, чтобы не отходить от спланированного графика работ, съёмки продолжались на фоне уцелевших декораций, в то время как разрушенные продолжали ремонтировать.
В оригинальной трилогии для R2-D2 было создано девять моделей: семь могли ездить по пустыне или сцене, одна была для Кенни Бэйкера, который садился внутрь, и одна была «пневматической» R2, способной шевелить тремя ногами. В течение съёмок оригинальной трилогии в Тунисе и в декорациях, копирующих пустыню, стандартная модель была предрасположена к передвижениям в непредсказуемых направлениях, к тому же у неё часто засорялся песком мотор. Чтобы избежать этих проблем в «Скрытой угрозе», Лукас поручил двум компаниям — Industrial Light & Magic (ILM) и британскому отделу своей рабочей группы по спецэффектам, создать новую, их собственную, версию R2-D2. Финальный продукт должен был ездить по глубокому песку и преодолевать дверные косяки. R2-D2 от ILM имел два мотора от инвалидных кресел, способных передвигать 440 фунтов (198 килограммов). Британские специалисты по эффектам создали новые ноги и моторную систему, позволяющую R2 свободно ездить по песку. Версия от ILM использовалась для съёмок в декорациях, а британская версия — для съёмок в Тунисе.
До создания «Скрытой угрозы» множество спецэффектов в фильмах достигались использованием миниатюрных моделей, рирпроекции и визуальных эффектов на декорациях. Лишь немногие фильмы использовали компьютерную графику для создания эффектов. Координатор визуальных эффектов Джон Нолл просмотрел 3500 зарисовок для фильма с объяснениями Лукаса того, какие сцены будут сниматься натурально, а какие — с использованием спецэффектов. В результате спецэффекты создавали при помощи совмещения традиционной технологии с новыми цифровыми технологиями. Для создания некоторых сцен фильма Нолл и его команда написали несколько специальных компьютерных программ. Главной целью было создание компьютерных персонажей, неотличимых от реальных актёров. Наибольшего успеха создатели фильма достигли в создании образа Джа-Джа Бинкса, первого полноценного персонажа, генерированного компьютером. Во время съёмок сцен с компьютерными персонажами актёры разговаривали сами с собой. После окончания создания компьютерных героев их добавляли в кадр, завершая общую картину сцены.
Бюджет «Скрытой угрозы» составил 115 миллионов долларов, что, впрочем, не делает его самым дорогим в новой трилогии.

## Музыка

### Список композиций

#### Оригинальный релиз
Оригинальный релиз саундтрека содержит только один диск.
- Выпущен 4 мая 1999.

| №   | Название                                                       | Длительность |
| --- | -------------------------------------------------------------- | ------------ |
| 1.  | «Star Wars Main Title and The Arrival at Naboo»                | 2:55         |
| 2.  | «Duel of the Fates»                                            | 4:14         |
| 3.  | «Anakin's Theme»                                               | 3:05         |
| 4.  | «Jar Jar's Introduction and The Swim to Otoh Gunga»            | 5:07         |
| 5.  | «The Sith Spacecraft and The Droid Battle»                     | 2:37         |
| 6.  | «The Trip to the Naboo Temple and The Audience with Boss Nass» | 4:07         |
| 7.  | «The Arrival at Tatooine and The Flag Parade»                  | 4:04         |
| 8.  | «He is the Chosen One»                                         | 3:53         |
| 9.  | «Anakin Defeats Sebulba»                                       | 4:24         |
| 10. | «Passage Through the Planet Core»                              | 4:40         |
| 11. | «Watto's Deal and Kids at Play»                                | 4:57         |
| 12. | «Panaka and the Queen's Protectors»                            | 3:24         |
| 13. | «Queen Amidala and The Naboo Palace»                           | 4:51         |
| 14. | «The Droid Invasion and The Appearance of Darth Maul»          | 5:14         |
| 15. | «Qui-Gon's Noble End»                                          | 3:48         |
| 16. | «The High Council Meeting and Qui-Gon's Funeral»               | 3:09         |
| 17. | «Augie's Great Municipal Band and End Credits»                 | 9:37         |

#### Ultimate Edition
- Выпущен 14 ноября 2000 года.

#### Диск 1
| №  | Название                      | Длительность |
| -- | ----------------------------- | ------------ |
| 1. | «Fox Fanfare» (Alfred Newman) | 0:23         |

| №  | Название                                | Длительность |
| -- | --------------------------------------- | ------------ |
| 2. | «Star Wars Main Title»                  | 1:24         |
| 3. | «Boarding the Federation Battleship»    | 2:31         |
| 4. | «Death Warrant for Qui-Gon and Obi-Wan» | 1:18         |
| 5. | «Fighting the Destroyer Droids»         | 1:44         |
| 6. | «Queen Amidala Warns the Federation»    | 2:23         |
| 7. | «The Droid Invasion»                    | 1:00         |

| №   | Название                   | Длительность |
| --- | -------------------------- | ------------ |
| 8.  | «Swimming to Otoh Gunga»   | 0:56         |
| 9.  | «Inside the Bubble City»   | 3:05         |
| 10. | «Attack of the Giant Fish» | 1:37         |

| №   | Название        | Длительность |
| --- | --------------- | ------------ |
| 11. | «Darth Sidious» | 1:04         |

| №   | Название                                  | Длительность |
| --- | ----------------------------------------- | ------------ |
| 12. | «The Giant Squid and The Attack on Theed» | 1:18         |
| 13. | «Qui-Gon and Obi-Wan Rescue The Queen»    | 2:09         |
| 14. | «Fighting the Guards»                     | 1:42         |
| 15. | «Escape from Naboo»                       | 2:04         |
| 16. | «Enter Darth Maul»                        | 1:07         |

| №   | Название                                         | Длительность |
| --- | ------------------------------------------------ | ------------ |
| 17. | «The Arrival at Tatooine»                        | 2:28         |
| 18. | «Street Band of Mos Espa»                        | 1:16         |
| 19. | «Padme Meets Anakin»                             | 1:12         |
| 20. | «Desert Winds»                                   | 1:28         |
| 21. | «Jar Jar’s Run-in with Sebulba»                  | 1:18         |
| 22. | «Anakin’s Home and The Introduction to Threepio» | 2:22         |

| №   | Название                       | Длительность |
| --- | ------------------------------ | ------------ |
| 23. | «Darth Sidious and Darth Maul» | 1:12         |

| №   | Название            | Длительность |
| --- | ------------------- | ------------ |
| 24. | «Talk of Podracing» | 2:58         |

| №   | Название                                                   | Длительность |
| --- | ---------------------------------------------------------- | ------------ |
| 25. | «Watto’s Deal and Shmi and Qui-Gon Talk»                   | 2:24         |
| 26. | «Anakin and Podracer Mechanic»                             | 1:38         |
| 27. | «The Racer Roars to Life and Anakin’s Midi-Chlorian Count» | 1:24         |
| 28. | «Darth Maul and the Sith Spacecraft»                       | 1:00         |
| 29. | «Mos Espa Arena Band»                                      | 0:53         |
| 30. | «Watto’s Roll of the Die»                                  | 1:59         |
| 31. | «The Flag Parade»                                          | 1:14         |
| 32. | «Sebulba’s Dirty Hand and Qui-Gon’s Pep Talk»              | 1:37         |

| №   | Название                 | Длительность |
| --- | ------------------------ | ------------ |
| 33. | «Anakin Defeats Sebulba» | 2:17         |

| №   | Название                              | Длительность |
| --- | ------------------------------------- | ------------ |
| 34. | «Hail to the Winner Anakin Skywalker» | 1:13         |

| №   | Название            | Длительность |
| --- | ------------------- | ------------ |
| 35. | «The Street Singer» | 1:13         |

#### Диск 2
| №  | Название                        | Длительность |
| -- | ------------------------------- | ------------ |
| 1. | «Anakin is Free»                | 5:04         |
| 2. | «Qui-Gon and Darth Maul Meet»   | 1:48         |
| 3. | «Anakin and Group to Coruscant» | 4:11         |

| №  | Название                  | Длительность |
| -- | ------------------------- | ------------ |
| 4. | «The Queen and Palpatine» | 0:41         |

| №  | Название               | Длительность |
| -- | ---------------------- | ------------ |
| 5. | «High Council Meeting» | 2:37         |

| №   | Название                                  | Длительность |
| --- | ----------------------------------------- | ------------ |
| 6.  | «The Senate»                              | 1:12         |
| 7.  | «Anakin’s Test»                           | 3:41         |
| 8.  | «Qui-Gon’s Mission and Obi-Wan’s Warning» | 3:47         |
| 9.  | «Nute and Rune Confer with Darth Sidious» | 0:29         |
| 10. | «The Queen and Group Land on Naboo»       | 2:19         |
| 11. | «Jar Jar Leads Group to the Gungans»      | 2:25         |
| 12. | «War Plans»                               | 2:31         |

| №   | Название                                         | Длительность |
| --- | ------------------------------------------------ | ------------ |
| 13. | «Darth Sidious Receives News of the Gungan Army» | 0:25         |
| 14. | «The Gungans March»                              | 0:57         |

| №   | Название                                           | Длительность |
| --- | -------------------------------------------------- | ------------ |
| 15. | «The Queen and Her Group Sneak Back to the Palace» | 0:18         |
| 16. | «The Battle Begins»                                | 0:24         |
| 17. | «The Republic Pilots Take off into Space»          | 1:26         |

| №   | Название                                          | Длительность |
| --- | ------------------------------------------------- | ------------ |
| 18. | «Activate the Droids»                             | 0:44         |
| 19. | «The Gungans Fight Back»                          | 0:24         |
| 20. | «The Duel Begins»                                 | 0:51         |
| 21. | «Anakin Takes off in Spaceship»                   | 0:47         |
| 22. | «The Duel Continues»                              | 0:59         |
| 23. | «The Battle Rages On»                             | 1:59         |
| 24. | «Qui-Gon, Obi-Wan And Darth Maul Continue Battle» | 1:22         |

| №   | Название                                                | Длительность |
| --- | ------------------------------------------------------- | ------------ |
| 25. | «Qui-Gon, Darth Maul and the Invisible Wall»            | 0:14         |
| 26. | «The Gungans Retreat and the Queen Surrenders»          | 2:18         |
| 27. | «The Death Of Qui-Gon and the Surrender of the Gungans» | 2:28         |

| №   | Название                                 | Длительность |
| --- | ---------------------------------------- | ------------ |
| 28. | «The Tide Turns/The Death of Darth Maul» | 3:24         |

| №   | Название                            | Длительность |
| --- | ----------------------------------- | ------------ |
| 29. | «The Queen Confronts Nute and Rune» | 1:47         |
| 30. | «The Funeral of Qui-Gon»            | 1:18         |

| №   | Название     | Длительность |
| --- | ------------ | ------------ |
| 31. | «The Parade» | 1:24         |

| №   | Название                                             | Длительность |
| --- | ---------------------------------------------------- | ------------ |
| 32. | «End Credits»                                        | 8:14         |
| 33. | «Duel of the Fates (Dialogue Version)» (Bonus Track) | 4:21         |

## Исторические и культурные аллюзии

Рога и татуировки Дарта Мола делают его похожим на дьявола

«Звёздные войны» совмещают несколько избранных понятий из различных мифологий и религий. Хотя джедаи практикуют основанную на принципах, схожих с дзен, религию и военное искусство, при их создании Лукас вдохновлялся традицией самураев. Имя «Квай-Гон» — перефразировка термина цигун, который обозначает китайскую дисциплину, включающую медитацию и военные искусства. Слова qi и chi — это термины, обозначающие энергию мысли, протекающую через все живые существа из Дао; Идея Силы джедаев возникла из китайского Дао. Эти элементы философии происходят в основном из восточных религиозных течений, морально-этических учений и мифологических систем. Многие имена в фильме, например «Падме» и «Амидала», позаимствованы из санскрита.
В фильме также много ссылок на библейские мотивы и христианство в целом, например, внешний вид Дарта Мола. Окраска Мола сделана по традиционным описаниям дьявола — красная кожа и рога завершают целостность демонического вида. Сюжет и герои «Звёздных войн» сходны c евангельскими: Энакин — мессия, рождённый девственницей в результате непорочного зачатия, который был искушён ситхами, своими злейшими врагами, в попытке сохранить жизнь своей тайной жене — Падме. Это мешает ему выполнить свой долг «Избранного» — личности, призванной уничтожить зло, то есть ситхов. Идея о «непорочном зачатии» была почерпнута из исследований американского исследователя религии Джозефа Кэмпбелла, в частности, его труда «Герой с тысячью лиц» («Тысячеликий герой»), оказавшей сильное влияние на Лукаса ещё во время подготовки сценария к оригинальной трилогии. В 1999 году Лукас и журналист Билл Мойерс сняли фильм-интервью «Мифология Звёздных войн с Джорджем Лукасом и Биллом Мойерсом», в котором изложили аллюзии «Звёздных войн» и их связь с трудами Кэмпбелла по мифологии.
Классический фильм «Три негодяя в скрытой крепости» (1958) Акиры Куросавы был источником вдохновения не только для «Новой надежды», но и также для сцен на Татуине в середине «Скрытой угрозы» — отсутствует насилие, зато много диалогов, игр с судьбой, серия торговых сделок, здесь также заметно влияние фильма Куросавы. Сюжетная линия, в которой королева Амидала бежит от своих врагов и оказывается среди представителей низшего класса Татуина, также ссылается на «Скрытую крепость».

## Новеллизация
Книга по мотивам фильма была написана популярным автором фэнтезийных и научно-фантастических произведений Терри Бруксом. Брукс встречался с Лукасом перед написанием книги, обеспечив себе поддержку режиссёра и получив информацию о предстоящих «Эпизоде II» и «Эпизоде III». Отсюда в романе появляются отсутствующие в фильме тускенские рейдеры (предвещающие гибель матери Энакина в «Атаке клонов») и драка Энакина с Гридо, показывающая душевные мучения Энакина по поводу отъезда Падме (предвещает события «Мести ситхов»).
Книга содержит три главы, написанных Бруксом исключительно для книги. Первые две главы посвящены эмоциональным переживаниям Энакина перед гонками и после гонок; третья глава описывает встречу Энакина с раненным тускенским рейдером в пустыне. Милосердие, проявленное мальчиком по отношению к представителю враждебно настроенного народа, резко контрастирует с той беспощадностью, с которой он расправляется с ними через десять лет в «Атаке клонов».
Книга Брукса представляет одно из первых описаний истории ситхов. Согласно воспоминаниям Терри Брукса, «Sometimes the Magic Works», Лукас потратил более часа на телефонный разговор с ним, выкладывая историю джедаев и ситхов.

## Релиз
Фильм вышел 19 мая 1999 года. 10 февраля 2012 года фильм «Звёздные войны. Эпизод 1: Скрытая угроза» вышел в 3D.

## Критика
«Скрытая угроза» получила неоднозначную оценку и смешанные обзоры. На сайте Rotten Tomatoes кинолента имеет рейтинг 52 % на основе 237 отзывов, со средним баллом 5,9 из 10. На сайте Metacritic фильм имеет 51 баллов из 100 на основе 36 отзывов. Роджер Эберт из «Chicago Sun-Times» поставил фильму три с половиной звезды, отметив спецэффекты и назвав их «живыми». Некоторые аспекты сценария также были раскритикованы. Больше всего недовольства вызвал персонаж Джа-Джа Бинкс, который, по мнению фанатов, слишком разительно отличается от остальных, более серьёзных персонажей фильма. Появление мидихлорианов (микроскопические организмы, которые позволяют связываться с Силой) стало ещё более спорным моментом, поскольку оно идёт вразрез с оригинальной версией духовного качества Силы. С другой стороны, множество фанатов и критиков согласились, что эпичная сцена битвы между Квай-Гоном, Оби-Ваном и Дартом Молом, представившая потрясающую хореографию и эффектность, является лучшей битвой на световых мечах во всей саге.
После выхода фильма началась дискуссия насчёт того, что некоторые пришельцы в фильме отражают расовые и этнические стереотипы. Например, нелепый Джа-Джа Бинкс с длинными ушами, напоминающими дреды, говорит с акцентом, напоминающим пиджин-инглиш, — почти как карибский патио (в особенности ямайский креол), причём некоторые критики указывали даже на само имя героя, якобы отсылающее к распространённому у растафарианцев именованию обожествлённого эфиопского императора Хайле Селассие I — Джа. Жадные и коррумпированные неймодианцы из Торговой федерации разговаривают с азиатским (близким к китайскому) акцентом (в немецком — с французским, в итальянском — с русским); беспринципный Уотто смахивает на типичную антисемитскую карикатуру на еврейский народ. Лукас, тем не менее, категорически отрицает эти схожести.
Несмотря на высказанную критику, «Скрытая угроза» стала самым успешным фильмом 1999 года, заработав более 431 млн долларов в Северной Америке и 439 млн долларов в остальном мире. Всего фильм собрал в итоге 1,027 млрд долларов, это вывело его на пике на вторую строчку в истории после «Титаника». По состоянию на конец 2023 года фильм находился в конце топ-50 самых кассовых фильмов в истории.

## Награды и номинации
Перечислены основные награды и номинации. Полный список наград смотрите на IMDb.com Архивная копия от 7 марта 2017 на Wayback Machine
Фильм получил несколько номинаций на премию «Оскар»:
- Бен Бёртт и Том Бэллфорт были номинированы за лучшие звуковые эффекты.
- Джон Нолл, Деннис Мьюрен, Скотт Скуаерс и Роб Колман получили номинацию за лучшие визуальные эффекты. «Матрица» стала первым фильмом, отбившим эту награду у «Звёздных войн».
- Гарри Ридстром, Том Джонсон, Шон Мёрфи и Джон Мидгли получили номинацию за лучший звук.

В то же время фильм получил несколько номинаций на «Золотую малину»:
- худший фильм (Джордж Лукас);
- худший режиссёр;
- худший сценарий;
- худший актёр второго плана (Джейк Ллойд);
- худшая актриса второго плана (София Коппола);
- худшая актёрская пара (Джейк Ллойд и Натали Портман).

Ахмед Бест удостоился награды «Худший актёр второго плана» за роль Джа-Джа Бинкса (впрочем, сам актёр только озвучивал и в некоторых случаях схематически передавал движения своего героя, полностью созданного с помощью цифровых технологий).
При этом фильм получил ряд номинаций на премию «Сатурн»:
| Год  | Премия | Категория                               | Номинанты                                             | Результат |
| ---- | ------ | --------------------------------------- | ----------------------------------------------------- | --------- |
| 2000 | Сатурн | Лучший научно-фантастический фильм      |                                                       | Номинация |
| 2000 | Сатурн | Лучший киноактёр                        | Лиам Нисон                                            | Номинация |
| 2000 | Сатурн | Лучший киноактёр второго плана          | Юэн Макгрегор                                         | Номинация |
| 2000 | Сатурн | Лучшая киноактриса второго плана        | Пернилла Аугуст                                       | Номинация |
| 2000 | Сатурн | Лучший молодой актёр или актриса        | Джейк Ллойд                                           | Номинация |
| 2000 | Сатурн | Лучший молодой актёр или актриса        | Натали Портман                                        | Номинация |
| 2000 | Сатурн | Лучший режиссёр                         | Джордж Лукас                                          | Номинация |
| 2000 | Сатурн | Лучшие костюмы                          | Триша Биггар                                          | Победа    |
| 2000 | Сатурн | Лучший грим                             | Пол Энгелен, Сью Лав и Ник Дадмэн                     | Номинация |
| 2000 | Сатурн | Лучшие спецэффекты                      | Роб Коулмэн, Джон Нолл, Деннис Мьюрен и Скотт Сквайрс | Победа    |
| 2002 | Сатурн | Лучшее DVD-издание классического фильма |                                                       | Номинация |
| 2012 | Сатурн | Лучший DVD-сборник                      | Star Wars: The Complete Saga                          | Номинация |